# Église Saint-Georges d'Orival
L'église Saint-Georges est une église catholique située dans la commune d'Orival, en France.

## Localisation
L'église est située à Orival, commune du département français de la Seine-Maritime, « à flanc de falaise ».

## Historique
L'église est citée en 1260.
La nef est datée du XVIe siècle mais bâtie sur un édifice antérieur.
La voûte s'effondre à plusieurs reprises et à la fin du XVIIe siècle l'édifice souffre d'un éboulement de la falaise. La nef est alors agrandie et un clocher est bâti.
L'édifice est occupé par les Jacobins pendant la Révolution française.
L'édifice est inscrit au titre des monuments historiques le 5 juillet 1927.

## Description
L'édifice est en pierre, tuile et ardoise.
Il contient une chaire datée de 1728, une Pietà de la fin du XVe siècle et un aigle lutrin du XVIIe siècle.